# 92nd Air Refueling Wing
Le 92nd Air Refueling Wing (92 ARW) est une unité de l'United States Air Force dépendant de l'Air Mobility Command de la 18th Air Force. Elle est stationnée sur la base aérienne de Fairchild, dans l'État de Washington.
Le 92nd ARW est responsable du ravitaillement en vol, mais aussi du transport rapide et fiable de passagers et de fret, des évacuations sanitaires aériennes pour les opérations des États-Unis ou de coalition et des missions de dissuasion stratégique du United States Strategic Command.
L'escadre a une histoire longue et distingué. Son 92th Operation Group est le successeur du 92nd Bombardment Group de la Seconde Guerre mondiale. C'est le premier groupe de bombardier lourds sur B-17 Flying Fortress de la 8th USAAF qui effectua des bombardements stratégiques contre des cibles en Europe occupée et en Allemagne nazie à partir de la base RAF de Bovingdon en septembre 1942. Actif pendant plus de 60 ans, le 92th Bombardment Wing faisait partie des forces du Strategic Air Command pendant la guerre froide, comme escadre de bombardement stratégique.
Le 92nd Air Refueling Wing est commandé par le colonel Robert D. Thomas.

## Unités
Le 92nd Air Refueling Wing est structuré en quatre groupes : opérations, maintenance, soutien logistique et médical, ainsi que 12 agences organisées par le Directeur du Personnel.
- 92nd Operations Group (92 OG)
- 92nd Maintenance Group (92 MXG)
- 92nd Mission Support Group (92 MSG)
- 92nd Medical Group (92 MDG)

Les agences de l'escadre s'occupent d'une large variété de fonctions. Celles-ci incluent la législation, la planification et la programmation, la sécurité, le commandement et le contrôle, les relations publiques, la religion, l'égalité des chances, le programme de prévention du harcèlement sexuel, le protocole, l'histoire et l'inspection générale.

## Histoire

### Lignage
Établit comme 92nd Bombardment Wing, Very Heavy, le 17 novembre 1947
Redésigné 92nd Bombardment Wing, Medium, le 12 juillet 1948
Redésigné 92nd Bombardment Wing, Heavy, le 16 juin 1951
Redésigné 92nd Strategic Aerospace Wing, le 15 février 1962
Redésigné 92nd Bombardment Wing, Heavy, le 31 mars 1972
Redésigné 92nd Wing, le 1er septembre 1991
Redésigné 92nd Bomb Wing, le 1er juin 1992
Redésigné 92nd Air Refueling Wing, le 1er juillet 1994

## Dépendances successives
- 15th Air Force, 17 novembre 1947
- 57th Air Division, 16 avril 1951

Attaché à la 3rd Air Division, du 16 octobre 1954 au 12 janvier 1955 et du 26 avril au 6 juillet 1956
- 15th Air Force, 4 septembre 1956
- 18th Air Division (plus tard 18th Strategic Aerospace), 1er juillet 1959

Attaché à la 14th Strategic Aerospace Division, du 15 juin au 1er juillet 1968
- 14th Strategic Aerospace Division, 2 juillet 1968
- 4th Strategic Aerospace Division, 31 mars 1970
- 47th Air Division, 30 juin 1971
- 57th Air Division, 23 janvier 1987
- 15th Air Force, 15 juin 1988
- 12th Air Force, 1er juin 1992
- 15th Air Force, 1er juillet 1994
- 18th Air Force, 1er octobre 2003 - Présent

## Sources
- (en) Cet article est partiellement ou en totalité issu de l’article de Wikipédia en anglais intitulé « 92d Air Refueling Wing » (voir la liste des auteurs).